# Dolichomitus feralis
Dolichomitus feralis är en stekelart som först beskrevs av Tosquinet 1903.  Dolichomitus feralis ingår i släktet Dolichomitus och familjen brokparasitsteklar. Inga underarter finns listade i Catalogue of Life.